# Batllisme

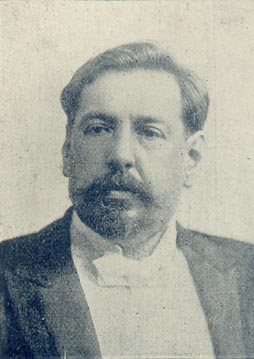
José Batlle y Ordóñez, fundador del batllisme.

El batllisme (en castellà, batllismo) és el nom donat a un corrent del Partit Colorado de l'Uruguai inspirat en les idees i en la doctrina política creada per l'expresident José Batlle y Ordóñez, que –en els seus aspectes més bàsics– sosté que per al desenvolupament d'un país i d'una societat, l'Estat ha de controlar aspectes bàsics de l'economia mitjançant monopolis estatals, així com crear un ampli cos de lleis socials. Com a resultat forjaria una societat de classes mitjanes sota l'empara d'una economia puixant i d'un Estat benefactor, intervencionista i redistribuidor de guanys.
Entre els seguidors del batllisme destaquen els expresidents Claudio Williman, Baltasar Brum, José Serrato, Juan Campisteguy, Gabriel Terra Leivas i Alfredo Baldomir Ferrari.

## Història
El batllisme va significar la continuïtat històrica del predomini del Partit Colorado en el poder, consolidat el 1865 després de la victòria de la Croada Llibertadora de Venancio Flores.
Encara que molts batllistes sostinguin que el moviment, donada la seva forta empremta reformista, va significar una ruptura amb la tradició del partit, el mateix Batlle y Ordóñez es va considerar un continuador "De les glorioses tradicions de la Defensa". No obstant això, la ruptura amb els elements essencials del Partit Colorado va ser notòria. Un exemple d'això va ser el rebuig a la Influència directriu de Julio Herrera y Obes.
A més a més, el batllisme va significar el domini final de l'element urbà i intel·lectual sobre l'Uruguai indubtablement rural i gautxesc del segle xix i principis del segle xx, dominat pel Partit Nacional, que va donar la seva última batalla en la denominada Revolució de 1904, en la qual moriria el capdavanter rural del Partit Nacional, Aparicio Saravia, finalitzant d'una vegada i per a sempre les constants rebel·lions rurals que van posar en escac als successius governs uruguaians del segle xix.

## Doctrina
El 1913 Batlle y Ordóñez va publicar uns Apuntes en els quals expressava les seves idees per a la creació del que ell considerava com un "país model". Aquest document i la llarga prèdica periodística realitzada al diari El Día –que ell mateix va fundar- constituïxen la base teòrica del batllisme i revelen els seus fonaments filosòfics, basats en el pensament de teòrics com Karl Kraus, Franz Ahrens o Paul Janet.
Propugnava un país de classes mitjanes, en el qual "els rics fossin menys rics perquè els pobres fossin menys pobres" i considerava que aquest ideal només podia assolir-se mitjançant l'acció d'un Estat intervencionista.
Bàsicament, el batllisme es va caracteritzar per:
- La defensa d'un model capitalista, que mai va qüestionar la propietat privada dels mitjans de producció.[1]
- Un fort intervencionisme econòmic, expressat en la creació de monopolis estatals i d'una legislació avançada d'encuny socialitzant.[1]
- Un fort anticlericalisme expressat en la separació total entre l'Església Catòlica i l'Estat.[2]
- La nacionalització d'alguns aspectes bàsics de l'economia –que va afectar especialment la presència de companyies privades britàniques– i un proteccionisme moderat.
- Una concepció humanista de la vida social, que es va expressar en els aspectes més diversos, des de la llei del divorci per voluntat unilateral de la dona a la prohibició de la tauromàquia i de qualsevol altra forma de maltractament gratuït als animals.
- La reforma del sistema electoral de tal manera d'ampliar l'exercici dels drets democràtics i oferir garanties en els comicis.

Cal destacar que aquest últim aspecte va tenir moltes vegades al batllisme –hereu natural de les pràctiques polítiques fraudulentes del Partit Colorado tradicional– en posicions conservadores (oposició al sufragi secret i, durant un llarg període, a la representació proporcional) però amb la suficient flexibilitat per a permetre una substancial millora del sistema.

## Limitacions
El batllisme va tenir les seves limitacions, algunes van ser evidents per als seus forjadors, unes altres es van anar revelant amb el pas del temps. Entre les primeres, la més notable (i d'ella va ser conscient el mateix Batlle y Ordóñez) va ser l'omissió d'una reforma agrària que racionalitzés i modernitzés la tinença de la terra, omissió feta en gran part per la debilitat del batllisme en el mitjà rural. Això va provocar que l'Estat batllista estigués precàriament sostingut en un sistema productiu extensiu i primari, en un país que va seguir sent bàsicament agropecuari.
En una perspectiva històrica, s'ha responsabilitzat al batllisme de crear una societat mediocre, refugiada en el valor de la seguretat, llunyana de l'impuls creatiu i puixança que va revelar en els primers anys del segle xx. Se li ha acusat de crear una burocràcia espessa i ineficient, amb elements de corrupció política.
Algunes d'aquestes objeccions, i altres més que han de fer-se, han d'atribuir-se més a omissions posteriors a l'època creativa del batllisme que al moviment inicial. En una consideració global, el batllisme va ser el més influent moviment polític creat a l'Uruguai, el qual, amb els seus avantatges i limitacions és un mirall històric del pensament i la capacitat pràctica de tota una generació de dirigents polítics.